# Lancer du poids féminin aux Jeux olympiques d'été de 1956
Navigation
Helsinki 1952 Rome 1960
Le lancer du poids féminin des Jeux olympiques d'été de 1956 s'est déroulé le vendredi 30 novembre 1956 à Melbourne ; 18 athlètes y ont participé.

## Records
| Record du monde  | 16,76 m | Galina Zybina | Union soviétique | 13 novembre 1956 | Tachkent |
| Record olympique | 15,28 m | Galina Zybina | Union soviétique | 26 juillet 1952  | Helsinki |

## Résultats

### Finale
| 1re | Tamara Tyshkevich   | Union soviétique           | 16,59 m | 16,13 m | 14,80 m | 16,32 m | 15,92 m        | 15,45 m        | 16,59 m        |                |                |
| 2e  | Galina Zybina       | Union soviétique           | 16,53 m | 16,35 m | 16,32 m | 15,82 m | 16,28 m        | 16,48 m        | 16,53 m        |                |                |
| 3e  | Marianne Werner     | Équipe unifiée d'Allemagne | 15,61 m | 15,61 m | 15,56 m | 15,46 m | —              | 15,01 m        | 15,53 m        |                |                |
| 4e  | Zinaida Doynikova   | Union soviétique           | 15,54 m | —       | 15,54 m | 15,32 m | 15,23 m        | 15,27 m        | 15,52 m        |                |                |
| 5e  | Valerie Sloper      | Nouvelle-Zélande           | 15,34 m | 15,16 m | 14,57 m | 15,34 m | 13,68 m        | 14,12 m        | 14,95 m        |                |                |
| 6e  | Earlene Brown       | États-Unis                 | 15,12 m | 14,41 m | 14,75 m | 14,56 m | 14,50 m        | 14,89 m        | 15,12 m        |                |                |
| 7e  | Regina Branner      | Autriche                   | 14,60 m | 14,04 m | 14,60 m | —       | Non qualifiées | Non qualifiées | Non qualifiées | Non qualifiées | Non qualifiées |
| 8e  | Nada Kotlusek       | Yougoslavie                | 14,56 m | 14,52 m | 14,56 m | 14,27 m | Non qualifiées | Non qualifiées | Non qualifiées | Non qualifiées | Non qualifiées |
| 9e  | Milena Usenik       | Yougoslavie                | 14,49 m | 12,97 m | 14,35 m | 14,49 m | Non qualifiées | Non qualifiées | Non qualifiées | Non qualifiées | Non qualifiées |
| 10e | Jackie MacDonald    | Canada                     | 14,31 m | 14,31 m | —       | 12,72 m | Non qualifiées | Non qualifiées | Non qualifiées | Non qualifiées | Non qualifiées |
| 11e | Johanna Lüttge      | Équipe unifiée d'Allemagne | 13,88 m | 13,57 m | 13,47 m | 13,88 m | Non qualifiées | Non qualifiées | Non qualifiées | Non qualifiées | Non qualifiées |
| 12e | Anne-Katrin Lafrenz | Équipe unifiée d'Allemagne | 13,72 m | 13,72 m | —       | 13,44 m | Non qualifiées | Non qualifiées | Non qualifiées | Non qualifiées | Non qualifiées |
| 13e | Valerie Lawrence    | Australie                  | 13,12 m | 10,86 m | 12,39 m | 13,12 m | Non qualifiées | Non qualifiées | Non qualifiées | Non qualifiées | Non qualifiées |
| 14e | Lois Testa          | États-Unis                 | 13,06 m | 12,34 m | 13,06 m | 12,64 m | Non qualifiées | Non qualifiées | Non qualifiées | Non qualifiées | Non qualifiées |
| 15e | Suzanne Allday      | Grande-Bretagne            | 12,71 m | 12,37 m | 12,71 m | —       | Non qualifiées | Non qualifiées | Non qualifiées | Non qualifiées | Non qualifiées |

### Qualifications
Ont échoué à lancer leur poids à plus de 13 mètres lors des qualifications :
| Place | Athlète       | Marque finale | Essai 1 | Essai 2 | Essai 3 |         |
| ----- | ------------- | ------------- | ------- | ------- | ------- | ------- |
| 16e   | Paula Deubel  | États-Unis    | 12,38 m | —       | 12,20 m | 12,38 m |
| 17e   | Marg Woodlock | Australie     | 11,70 m | 11,52 m | 10,94 m | 11,70 m |
| 18e   | Mary Breen    | Australie     | 11,28 m | 11,28 m | 9,56 m  | 10,98 m |